# Darshan Singh
Darshan Singh (Sansarpur, 15 april 1938) is een Indiaas hockeyer.
Singh kwam in alle negen wedstrijden in actie tijdens de Olympische Zomerspelen 1964 en won uiteindelijk met de Indiase ploeg de gouden medaille.

## Resultaten
- 1964  Olympische Zomerspelen 1964 in Tokio

- Gemeinsame Normdatei: 1145735932
- International Standard Name Identifier: 0000 0003 9818 3732
- Library of Congress Control Number: n88000550
- Virtual International Authority File: 213773436
- WorldCat: E39PBJjddyjQ7vYB7F88HBtHYP